# Adria-kőolajvezeték

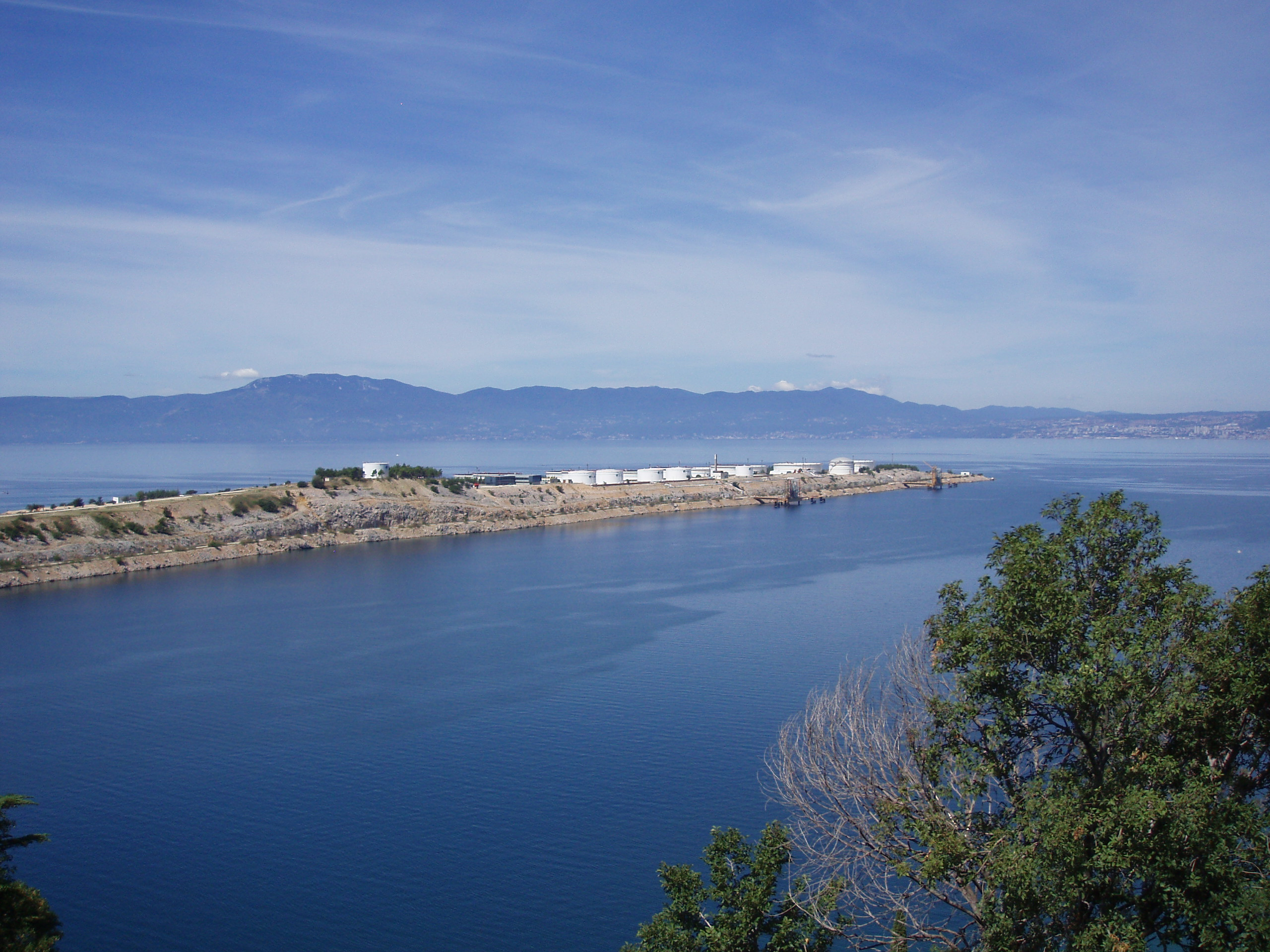
A JANAF kőolajterminálja Omišaljban

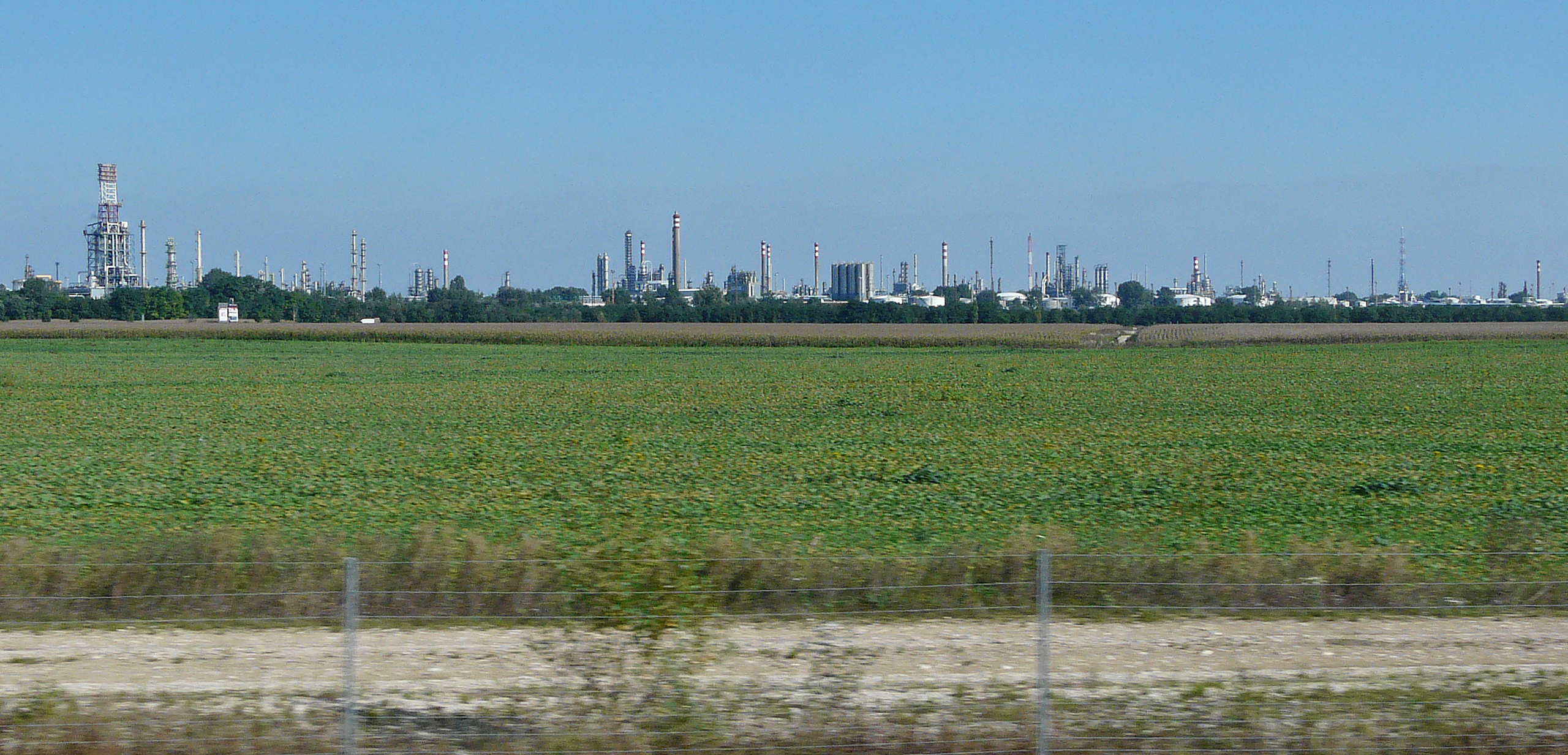
MOL Dunai Finomító, Százhalombatta

Az Adria-kőolajvezeték (szerbhorvátul Jadranski naftovod / Јадрански нафтовод) a horvátországi Krk szigetén levő Omišalj kikötőjétől a százhalombattai Dunai Finomítóig épített kőolajvezeték, amely a tengeri úton szállított arab olajat továbbította Jugoszlávia, Magyarország és Csehszlovákia számára.
Az 1974-ben aláírt Adria-kőolajvezeték Egyezmény értelmében 1978-ra épült meg az évi 10 millió tonna kapacitású vezeték. Jugoszláviai szakasza 300 km, a magyar–csehszlovák közös beruházással épült magyarországi szakasz 200 km hosszú. A vezeték magyarországi fogadóállomása a Somogy vármegyei Berzence határában épült meg. Az olaj egy részét Százhalombattáról a Barátság I. kőolajvezetéken szállították tovább Csehszlovákiába.
Az Adria-kőolajvezetéken az első szállítmány 1980-ban érkezett Magyarországra. A délszláv háború idején a vezeték üzemeltetése szünetelt, a rendszeres szállításokat 2007-ben állították vissza. Tranzitdíjai magasabbak voltak a szovjet (orosz) olajénál. Kapacitása évi 10 millió tonna, ezzel egymagában is alkalmas lenne kielégíteni Magyarország éves kőolajszükségletét, ugyanakkor ez nem elég Magyarország, Szlovákia és Csehország ellátására a Barátság leállása esetén. A vezeték bővítéséről szóló tárgyalások 2022-ben megkezdődtek. Az üzemeltető közleménye alapján a 2023 februárjában a Mol Grouppal végzett tesztek alapján a vezeték évi 14 millió tonna kapacitású. 2024 augusztusában újabb teszteket végeztek, és súrlódáscsökkentő adalék (DRA) hozzáadásával, a két oldalon működő szivattyúk számától függően a szakasz teljes kapacitása elérhető, azaz évi 13 és 16,4 millió tonna közötti mennyiség.
Horvátországban a Jadranski naftovod (JANAF) cég üzemelteti. Fő nyomvonala Omišaljból észak felé a sziszeki olajfinomítóhoz fut, ahonnan elágazik: az északi ág Prodavíznél ismét kettéválik Lendva (Szlovénia) és Góla irányába, ahol utóbbi átlépi a magyar határt és ezután Százhalombattáig halad. A keleti ág Bródba megy. Omišaljt egy mellékág az urinji kőolajfinomítóval és a fiumei hőerőművel köti össze.

## Külső hivatkozások
- Szalma Baksi Ferenc - Az Adria-vezetéken is jöhet olaj a Molhoz (Telex.hu, 2023.05.18.)